# Southampton Football Club
O Southampton Football Club é um clube de futebol inglês sediado na cidade de Southampton. Atualmente disputa a EFL Championship.
Conhecido por seus adeptos como "The Saints", o clube recebe os seus adversários no St Mary's Stadium, com capacidade para receber 32 690 espectadores. As suas cores oficiais são vermelho e branco, campeão da Copa da Inglaterra como o seu maior destaque nos gramados.

## História

### Fundação e ingresso à Southern League (1885-1920)
O Southampton FC foi fundado em novembro de 1885, com o nome de St Mary YMA. Em 1898, a equipe se mudou para o estádio The Dell, onde permaneceu por mais de cem anos. Devido à baixa capacidade do estádio, no entanto, o time se mudara para o St Mary's Stadium em 2001, com capacidade para abrigar 32 690 torcedores.
A equipe que hoje joga de vermelho e branco foi formada por membros da St. Mary's Young Men's Association F.C, jovens que jogaram futebol às margens do Itchen por 13 anos.
Originalmente chamado de Southampton St. Mary, o clube se juntou à Southern League em 1894 e ganhou o campeonato por três anos consecutivos entre 1897 e 1899 e novamente em 1901, 1903 e 1904.
O sucesso fez com que houvessem algumas mudanças significativas para o clube. Mudaram-se para The Dell, um recém-construído estádio de £10 000 em 1898. Passariam os próximos 103 anos lá, contudo, o futuro estava longe de ser promissor nos primeiros dias. O clube teve de alugar as instalações antes de poder desembolsar o dinheiro para comprar o estádio no início do século seguinte.

### Juntando-se à Football League (1920-1966)
Os Saints foram brevemente forçados a mandar os seus jogos em casa nos estádios de seus rivais locais: o Portsmouth de Fratton Park durante a Segunda Guerra Mundial, quando uma bomba caiu no campo do The Dell, deixando uma cratera de 6 metros, o qual danificou um bueiro no subsolo inundando o campo.
Os Saints bateram na trave em 1947-48 na tentativa de subir de divisão ficando em terceiro lugar, feito repetido na temporada seguinte. Apesar de Charlie Wayman marcar 56 gols nas temporadas de 1948-49 e 49-50, perderam nos critérios de desempate para o Sheffield United. Em 1953, os Saints acabariam por serem rebaixados à Divisão 3 (Sul).
Demorou até 1960 para que voltassem à segunda divisão inglesa, Derek Reeves marcou 39 dos 106 gols da equipe, culminando no título daquela temporada. Em 1963, uma multidão de 68 000 no Villa Park os viu perderem por 1-0 frente ao Manchester United na semifinal da Copa da Inglaterra.

### Alcançando a primeira divisão e conquista da Copa (1966-1977)
Em 1966, comandados por Ted Bates, foram promovidos à elite nacional sendo vice-campeões da segunda divisão. Martin Chivers viera a marcar 30 dos 85 gols do Southampton na liga.
No ano seguinte, Ron Davies chegou a marcar 43 gols em sua primeira temporada. O clube ficou na elite durante oito anos. Duas vezes se qualificou para competições europeias antes de se tornar as primeiras vítimas do novo sistema de rebaixamento em 1974.
O dia mais memorável na história de Southampton Football Club surgiu em 1976, quando a equipa da Segunda Divisão dirigida por Lawrie McMenemy, ganhou a FA Cup pela primeira vez vencendo o favorito Manchester United por 1-0 em Wembley.

### Estabilizando-se na elite nacional (1977-1992)
Em 1978, os Saints retornaram à primeira divisão. Um ano depois, perderam a final da Copa da Liga por 3-2 para o Nottingham Forest. 
A contratação de Kevin Keegan do Hamburgo, duas vezes Futebolista Europeu do Ano, foi um golpe de mestre de McMenemy; um movimento que surpreendeu o mundo do futebol e que foi seguido na temporada 1983-84 pela campanha de maior sucesso na história dos clube .
Com o goleiro Peter Shilton, foi vice-campeão para o Liverpool na liga em 1983-84 e mais tarde, alcançou as semi-finais da FA Cup, perdendo para o Everton no tempo extra.
Terminaram em quinto lugar na temporada 1984-85, classificando-se para disputas europeias pela quarta vez em cinco temporadas. No ano seguinte, chegou às semifinais da FA Cup, sendo batidos pelo Liverpool. McMenemy saiu do clube no final da temporada para ser substituído por Chris Nicholl.
Os anos seguintes seriam prolíficos para os Santos. Matthew Le Tissier conquistou seu espaço no time titular em 1986-87, além de ser nomeado PFA Young Player of the Year em 1990, jogando ainda oito partidas pela Seleção Inglesa. Aos 17 anos, Alan Shearer ''surgiu ao mundo'' marcando um hat-trick contra o Arsenal em abril de 1988. Shearer foi titular do clube até julho de 1992, até ser vendido ao Blackburn Rovers por 3 milhões de libras.

### Southampton na Premier League (1992-2005)
Desde a fundação da Premier League em 1992-93, o Southampton passou a maioria de seus anos na elite brigando contra o rebaixamento. Em 1995-96 terminaram em 17º com 38 pontos. Nas últimas semanas da temporada, acabou escapando do rebaixamento pois conquistou resultados-chave para sua permanência, como a vitória por 1-0 contra o já rebaixado Bolton Wanderers e 3-1 sobre o campeão Manchester United. O antigo treinador do Rangers e do Liverpool, Graeme Souness foi trazido e assinou com dois jogadores estrangeiros: Egil Østenstad e Eyal Berkovic. O ponto alto da temporada viria a ser os 6-3 sobre o Manchester United no estádio The Dell, no qual suas duas contratações marcaram duas vezes cada. Renunciou após uma temporada no comando e foi substituído por Dave Jones.
Na temporada 1999-2000, Dave Jones largou o cargo para se concentrar na defesa contra a acusação de que abusava crianças na casa delas nos anos 80. As acusações, por sua vez, provaram-se falsas e Dave foi trocado no cargo por Glenn Hoddle. Ele conseguiu livrar o clube do descenso com tranquilidade na temporada que se sucedeu, todavia recebera uma proposta do Tottenham, aceitando-a no final da temporada 2000-01. Stuart Gray assumiu o seu lugar. Matthew Le Tissier marcou o último gol da equipe em seu velho estádio, de voleio, na vitória por 3-2 contra o Arsenal. Gray foi demitido após resultados insatisfatórios na temporada seguinte e Gordon Strachan veio em seu lugar conduzindo a equipe ao 11º lugar.
Em 2002-03, o Southampton terminou em oitavo lugar na liga e foi vice-campeão da FA Cup, perdendo-a para o Arsenal por 1-0 no Millenium Stadium. Strachan abdicou do cargo em março de 2004 e em oito meses, dois treinadores – Paul Sturrock e Steve Wigley – assumiram e foram demitidos. O presidente Rupert Lowe provocou a ira dos torcedores ao contratar Harry Redknapp (ex-treinador do rival Portsmouth). No entanto, Redknapp foi incapaz de travar o declínio apesar de trazer cinco novos jogadores durante a janela de transferências de janeiro. Após 27 anos de estadia na primeira divisão, os Saints foram relegados no último dia da temporada 2004-05. Eles perderam por 2-1 em casa para o Manchester United. Harry retornaria ao Portsmouth não muito tempo depois.

### O período fora da elite (2005-2012)
A campanha na Championship 2006-07 foi uma montanha-russa até o final com George Burley na casamata. O clube venceu cinco dos últimos sete jogos para garantir o sexto lugar e um lugar nos play-offs, contudo foram derrotados nas semifinais para o Derby County nas penalidades. Naquela temporada revelaram com 17 anos, Gareth Bale. A diretoria então resolveu investir na equipe e sob risco financeiro de ''entrar em administração'' caso não subisse à Premier League, tiveram que vender alguns de seus jogadores, como Bale e Kenwyne Jones. Burley abandonou o clube em janeiro de 2008 para treinar a Seleção Escocesa, sendo substituído por Nigel Pearson, salvando o clube de mais um descenso.
Em abril de 2009, o clube foi colocado em administração. Dez pontos seriam deduzidos na sua classificação na liga, mas como já foram rebaixados, estes só se dariam na temporada seguinte. O Southampton encontrava-se incapaz de pagar salários e outras contas, estando à beira da falência a menos que surgissem compradores. Em junho, o clube foi vendido para Markus Liebher no dia 8 de julho de 2009, Nicola Cortese seria encarregado pelo dono a assumir o dia-a-dia do clube como gerente. Alan Pardew foi contratado como técnico. Jogadores como Dan Harding de Ipswich, o experiente tunisiano Radhi Jaidi e o atacante Rickie Lambert seriam contratados em seguida.
No dia 28 de março de 2010, mais de 50 000 adeptos viajaram para Wembley ver o clube ganhar a sua primeira salva de prata em 34 anos com gols de Lambert, Adam Lallana, Papa Waigo e Michail Antonio, numa vitória por 4-1 sobre o Carlisle United. No final, Southampton terminou a temporada em sétimo, sete pontos aquém de um lugar nos play-offs. Dias negros viriam com a morte de Liebherr em 11 de agosto, contudo o clube iria se recuperar e continuar a cumprir o seu legado da melhor maneira possível. Pardew foi demitido em agosto e Nigel Adkins assumiu. O clube foi promovido à segunda divisão inglesa em maio de 2011, sendo vices para o Brighton na oportunidade. O clube viria a revelar o francês Morgan Schneiderlin e o emergente Alex Oxlade-Chamberlain.
No início de fevereiro de 2012, o clube anunciou que tinha começado o desenvolvimento do seu novo centro de treinamento além de novas instalações em seu Training Ground Staplewood em Marchwood. Os Saints em campo progrediram e estiveram no meio de uma série invicta de 12 jogos, que durou quase dois meses. Enquanto isso, foram mantidos sob pressão pelo West Ham e Reading, tendo de esperar até o último dia da temporada para garantir a promoção à Premier League ao bater o Coventry City para garantir o segundo lugar depois de um período de sete anos na Championship. O clube quebrou seu recorde de transferências duas vezes no verão de 2012, trazendo o atacante Jay Rodriguez do Burnley antes de assinar com o uruguaio Gastón Ramírez no último dia da janela de transferências. O Capitão olímpico japonês Maya Yoshida também se mudou para St Mary com seu compatriota Tadanari Lee, ambos chegaram em janeiro.

### Retorno à Premier League (2012-2023)
Depois de um semestre de temporada sob comando de Adkins e posterior demissão, o Southampton nomeou o argentino Mauricio Pochettino como treinador após a sua passagem de três anos no comando do RCD Espanyol. Findaram a temporada em 14º lugar e a temporada seguinte em oitavos. No término de 2013-14, o argentino trocaria de clube e passaria a treinar o Tottenham. Os Santos viriam a fazer altas vendas e apontariam Ronald Koeman como novo técnico por 3 anos. No fim da temporada 2014-15, venceriam o Aston Villa por 6-1 com direito a três gols de Sadio Mané em 176 segundos. Esse seria o hat-trick mais rápido da liga até então. Acabariam a temporada em sétimo lugar se classificando pra disputar a UEFA Europa League de 2015-16. Após derrotar o Vitesse, o So'ton foi eliminado pelo Midtjylland nos play-offs. Conseguiram mais uma vez disputar a competição europeia ao terminar em sexto lugar na Premier League em 2015-16, entrando diretamente na fase de grupos.
Em junho de 2016, o holandês deixaria o Southampton para assumir o Everton, enquanto que Claude Puel viria em seu lugar assinar um contrato de três anos. O clube acabaria eliminado na fase de grupos da Europa League e alcançaria a final da EFL Cup, na qual foram derrotados por 3-2 para o Manchester United. O clube viria a terminar a temporada 2016-17 em oitavo lugar. Durante o verão europeu, Puel foi substituído pelo argentino Mauricio Pellegrino. Na janela de inverno do ano seguinte, o clube vendeu Virgil van Dijk para o Liverpool por 75 milhões de libras, um recorde de transferências para o clube e a mais cara contratação na posição. Pellegrino viria ser demitido em março de 2018 ao deixar o So'ton à beira do rebaixamento, faltando 8 rodadas para o fim da liga, seu substituto, Mark Hughes, conseguiu evitar o descenso na última rodada. Hughes durou no cargo até dezembro de 2018, deixando os Saints na zona do rebaixamento. O ex-técnico do RB Leipzig, Ralph Hasenhuttl, assumiria até o fim da temporada livrando o clube da queda, terminando em 16º lugar. Em agosto de 2020, a Sportsbet.io assinou como a patrocinadora da parte da frente da camisa do clube para a temporada 2020/21 da Premier League. Isso aconteceu, pois a LD Sports havia encerrado prematuramente seu contrato de três anos. Em 2021 Southampton F.C. anunciou uma parceria de três anos com a Sportsbet.io avaliada em mais de £ 7,5 milhões por ano. Sendo esta a maior parceria do clube até o presente momento.

### Rebaixamento da Premier League (2023-dias atuais)
Na temporada 2022-23 da Premier League, o Southampton foi rebaixado na lanterna do campeonato fazendo 25 pontos em 38 jogos.
O rebaixamento veio no jogo contra o Fulham no St Mary's Stadium.
Na temporada 2023-24, o clube conseguiria retorno imediato para a Premier League. Após conseguir classificação para os playoffs, venceram o Leeds por 1x0 e conquistaram o retorno à primeira divisão.

## Elenco
- Atualizado em 9 de julho de 2025.[23]

Legenda
- : Capitão

## Escudo
Originalmente, o clube usou o mesmo escudo utilizado pela cidade. No entanto, durante a década de 1970 foi realizado um concurso em que os adeptos tiveram a oportunidade de desenhar um novo.
O desenho vencedor foi usado por cerca de vinte anos, antes de ser ligeiramente modificado pela agência de design do Southampton, The Graphics Workshop, na década de 1990 devido a problemas com direitos autorais.

## Rivalidade
O Southampton tem como maior rival o Portsmouth, com quem faz o "Dérbi da Costa Sul" ou "Dérbi de Hampshire". Em 139 jogos, foram 56 vitórias dos Saints contra 62 do Pompey, atualmente na League One, correspondente à terceira divisão inglesa, e em decorrência disto o clássico não é realizado desde 7 de abril de 2012, quando ambos se enfrentaram na Power Championship, empatando por 2 a 2.

## Estádio

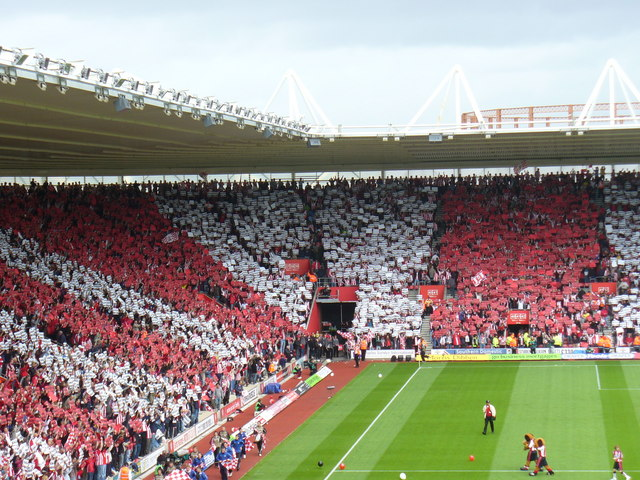
Mosaico feito pela torcida no estádio St Mary's

A equipe manda seus jogos no estádio St Mary's Stadium construido no ano de 2000 e reformado no ano de 2001, fica situado na cidade de Southampton na Inglaterra. O estádio tem capacidade para cerca de 32.690 espectadores.

## Fábrica de talentos
Uma Taça de Inglaterra: é este o único grande troféu que embeleza o palmarés do Southampton, um clube que desde a sua formação, em 1885, nunca se evidenciou pelas conquistas (além da FA Cup só venceu títulos em escalões secundários), mas sim pela excelência das suas camadas de formação. Efetivamente, os saints não revelaram apenas um ou dois grandes jogadores, como ocorre com grande parte dos emblemas britânicos; pelo contrário, deram a "conhecer ao mundo" uma dúzia de futebolistas de eleição, cujo exemplo paradigmático é Gareth Bale. Bem-vindos às camadas de formação do Southampton.
Matthew Le Tissier: Um dos britânicos mais tecnicistas dos últimos anos, Le Tissier é, provavelmente, o melhor jogador da história do Southampton, emblema pelo qual debutou durante 16 temporadas. Goleador, tendo em conta que era centrocampista (161 tentos) destacou-se sobretudo na marcação de grandes penalidades (só desperdiçou uma, no decurso da sua carreira).
Alan Shearer: Porventura o melhor ponta-de-lança inglês de sempre, Shearer revelou-se no Southampton, onde chegou em 1986, com 16 anos. Após quatro épocas nos saints, Alan seria contratado pelo Blackburn Rovers, em primeira instância, e pelo Newcastle, mais tarde. Com 30 golos pela seleção de "Vossa Majestade", é o melhor marcador de todos os tempos da Premier League.
Theo Walcott: Antes de Bale, um fantástico extremo já embriagava os adeptos em St.Mary's: Theo Walcott que, aos 16 anos, já era pedra basilar no esquema deste clube. Com tal preponderância, foi com naturalidade que, em 2006, foi reforço do Arsenal, onde tem evoluído desmesuradamente, tendo-se consagrado como um dos elementos mais importantes dos gunners.
Gareth Bale: Prestes a bater o recorde de montante envolvido numa só transferência (a sua contratação, pelo Real Madrid, ainda não é oficial, mas falam-se em cerca de 100 M€), Bale assumiu-se como um autêntico "diamante" puro no Southampton. Vindo do País de Gales para os ingleses, o "welsh winger" só necessitou de um ano para demonstrar o seu potencial, saindo em 2007 para o Tottenham.
Alex Oxlade-Chamberlain: Mas uma grande pérola saída de St.Mary's, foi contratado pelo Arsenal (que já havia resgatado Walcott) por valores próximos dos 13 M€, com 18 anos, altura em que já era um dos principais destaques dos saints. Ainda jovem (completou recentemente 20 anos), Oxlade tem tudo para suceder a Theo como principal referência dos gunners.
Luke Shaw: Uma das últimos grandes talentos que sairam do St Mary,é este ótimo lateral esquerdo que com 18 anos já jogou uma Copa do Mundo,foi para o Manchester United por 37,50 M €,
Como foi previamente mencionado, a equipa que debuta em St.Mary's nunca teve muito relevo no campeonato inglês. É um dado que causa alguma estranheza, tendo em conta que, supostamente, bons jogadores deveriam significar vitórias. Assim sendo, porque motivo essa "lei" não se aplica ao clube de Mauricio Pochettino? Há várias explicações plausíveis, mas a principal será a saída, demasiado precoce, das jovens estrelas do plantel. De facto, se excetuarmos Le Tissier, que se manteve sempre fiel às mesmas cores, os melhores jogadores de cada "fornada" foram transferidos, quase constantemente, em idades de júnior. Assim foi com Bale (contratado pelo Tottenham com 17 anos), Walcott (igualmente 17 anos) e Oxlade-Chamberlain (18 anos). Estes factos (consequência da incapacidade em manter os atletas), aliados a alguma inconstância na formação (surgem com regularidade futebolista de topo mas o "fosso" para os outros é demasiado grande) são, seguramente, as principais razões para esta desilusão desportiva.
Porém, não se pense que esta situação é irreversível. Pelo contrário, o Southampton, guiando-se no exemplo do Borussia Dortmund (futuramente retratado neste espaço), com um bom técnico (Pochettino é uma boa escolha) e com alguma sorte (é crucial o aparecimento de novas estrelas em várias posições) pode, com um crescimento sustentado, atingir outros voos.

## Títulos
| NACIONAIS | NACIONAIS                      | NACIONAIS | NACIONAIS         |
|           | Competição                     | Títulos   | Temporadas        |
|           | Copa da Inglaterra             | 1         | 1975-76           |
|           | EFL Trophy                     | 1         | 2009-10           |
|           | Campeonato Inglês - 3ª Divisão | 2         | 1921-22 e 1959-60 |
| --------- | ------------------------------ | --------- | ----------------- |

### Outras conquistas
- Troféu Cidade de Vigo: 1983

### Campanhas de destaque
- Promoções de Acessos Segunda Divisão (2º lugar): 1965–66 , 1977–78 , 2011–12